# Міс Білорусь
Міс Білорусь (біл. Міс Беларусь) — національний конкурс краси. Проводиться в Білорусі починаючи з 1998 раз в два роки.
Фіналістки беруть участь у конкурсі Міс Європа, переможниця — в конкурсі Міс Світу.

## Переможниці
| Рік  | Переможниця        | Рідне місто |
| ---- | ------------------ | ----------- |
| 1998 | Світлана Крук      | Гродно      |
| 2000 | Анна Стичинська    | Могильов    |
| 2002 | Ольга Невдах       | Берестя     |
| 2004 | Ольга Антропова    | Полоцьк     |
| 2006 | Катерина Литвинова | Могильов    |
| 2008 | Ольга Хижінкова    | Вітебськ    |
| 2010 | Людмила Якимович   | Гродно      |
| 2012 | Юлія Скалкович     | Берестя     |
| 2014 | Вікторія Мігановіч | Сморгонь    |
| 2016 | Поліна Бородачова  | Мінськ      |